# Kavango (popolo)
I Kavango sono un gruppo etnico che abitano nella Namibia settentrionale, presso il confine con l'Angola, soprattutto nella regione omonima. Sono principalmente presso i fiumi; solo il 20% circa dei Kavango vive lontano dai corsi d'acqua. Praticano la pesca, l'allevamento e l'agricoltura (soprattutto di una qualità di miglio chiamato mahangu). Parlano un insieme di lingue correlate che comprende il RuKwangali (diffuso nelle zone di Kwangali e Mbunza territory), lo Shambyu, il Gciriku e il Mbukushu.
La popolazione Kavango è tradizionalmente divisa in cinque regni, ciascuno dei quali è guidato da un capo supremo detto hompa o fumu. La cultura tradizionale matrilineare, e la legge tradizionale dei Kavango, sono riconosciuti dalla costituzione della Namibia. La tradizione antica convive con un orientamento religioso oggi prevalentemente cristiano.
I Kavango vivono in rapporti abbastanza stretti con altre popolazioni locali, fra cui Nyemba (giunti nella regione di Kavango dall'Angola come profughi durante la guerra civile angolana) e i San (molti dei quali prestano la propria manodopera ai Kavango).